# Lublini unió

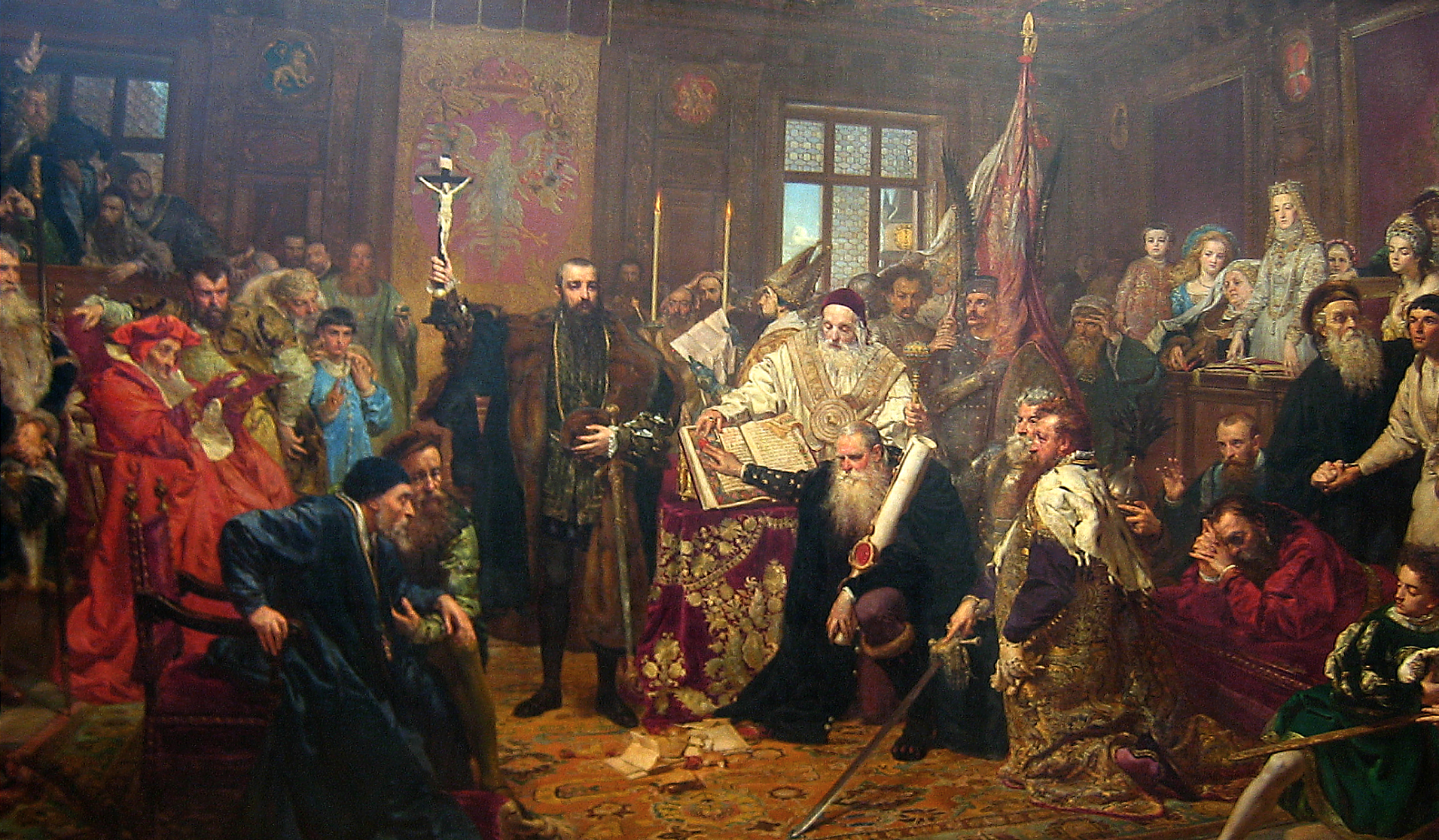
lublini unió – Jan Matejko festménye

Litvánia területváltozása

A lublini unió szövetség Lengyelország és Litvánia között, melyet a lublini országgyűlésen (szejmen) kötöttek meg. A két állam nem teljes unióját (nem volt teljes, mert a hadseregeket és kincstárakat nem vonták össze) 1569. június 28-án hozták létre és július 1-jén írták alá. A létrejött állam neve ettől kezdve: Két nemzet köztársasága, közös uralkodóval, szejmmel, valutával és külpolitikával – külön maradt a kincstár, a hivatalok, a hadsereg és a bíróságok.

## A lublini unió következményei
- a főurak befolyásának növekedése;
- a főváros, Varsó hatalmának növekedése, itt ülésezett a szejm, ahol lebonyolódtak a választások és a XVI. század végétől itt székelt a király udvarával és tanácsadóival;
- Lengyelországhoz csatolták az ukrán területeket;
- Litvánia és Ruténia lengyelesítése – idővel az ottani elit nyelve a lengyel lett;
- Lengyelország foglalkozni kezd a keleti politikával: háború Moszkvával, Törökországgal és a tatárokkal;
- Lengyelország tekintélyének növekedése Európában: kelet és nyugat összekötése;
- a lengyel nemzet politikai műveltsége nő;
- az unió tartósnak és stabilnak bizonyult, 1795-ig, Lengyelország harmadik felosztásáig állt fenn.